# Sítio Novo (kommun i Brasilien, Maranhão)
Sítio Novo är en kommun i Brasilien.   Den ligger i delstaten Maranhão, i den östra delen av landet, 1 100 km norr om huvudstaden Brasília. Antalet invånare är 17 007.
Omgivningarna runt Sítio Novo är huvudsakligen savann. Runt Sítio Novo är det mycket glesbefolkat, med 5 invånare per kvadratkilometer.